# النهضة (الإسكندرية)
قرية النهضة هي إحدى القرى التابعة لمركز برج العرب في محافظة الإسكندرية في جمهورية مصر العربية. حسب إحصاءات سنة 2018، بلغ إجمالي السكان في النهضة 310 نسمة، منهم 163 رجل و 147 امرأة.